# Museo nazionale di arte contemporanea (Portogallo)
Il museo nazionale di arte contemporanea del Chiado (in portoghese Museu Nacional de Arte Contemporânea do Chiado – MNAC) è tra i primi musei d'arte contemporanea in Europa e al mondo. Il museo è situato nel quartiere Chiado di Lisbona (Portogallo).
Nato nel 1911, è stato reinaugurato nel 1994 con il nome attuale. Il museo copre il periodo tra il 1850 e il 1950, esponendo i lavori dei principali artisti portoghesi dell'epoca, nonché di alcuni artisti stranieri. Contiene la migliore collezione di pittura e scultura portoghese del romanticismo, naturalismo e di arte moderna.
Tra gli artisti rappresentati nella collezione ci sono António Silva Porto, António Carneiro, António Soares dos Reis, Miguel Ângelo Lupi, Columbano Bordalo Pinheiro, Amadeo de Souza Cardoso, Abel Manta, Dórdio Gomes, Adriano Sousa Lopes, José de Almada Negreiros, Nadir Afonso, Mário Eloy, Francisco Augusto Metrass, Mónica de Miranda, Auguste Rodin e molti altri. Nell'estate 2022 il museo ha ospitato una mostra personale dell'artista italiano Gianmarco Donaggio che in collaborazione con il pittore Nelson Ferreira ha presentato in anteprima il film Azul no azul.
Dal 1911 il Museo di Chiado occupa parte dell'antico Convento di San Francesco (São Francisco), edificio di origine medievale. L'adattamento e la ristrutturazione delle aree museali in vista della reinaugurazione del 1994, sono state eseguite dall'architetto francese Jean-Michel Wilmotte.